# Lotteriet
Lotteriet är en novell av Shirley Jackson som publicerades i The New Yorker 26 juni 1948.

## Handling
Handlingen utspelar sig i juni i en liten amerikansk by med en årlig tradition som kallas "lotteriet". Barn samlar släta stenar och några äldre beklagar sig över ryktet om att några grannbyar slutat med traditionen. Varje familjs överhuvud drar varsin lott och familjen Hutchinson väljs ut. Därefter drar alla familjemedlemmar en lott och det blir slutligen Tessie Hutchinson som drar den märkta lotten. Historien slutar med byborna stenar Tessie till döds medan hon förtvivlat skriker om hur orättvist det är.